# Landskamp
Pour plus de détails, voir Fiche technique et Distribution.
Landskamp est un film dramatique suédois réalisé par Gunnar Skoglund et sorti en 1932. Le film a été tourné dans les studios Råsunda (sv) à Stockholm et en extérieur dans la ville. Les décors du film ont été conçus par le directeur artistique Arne Åkermark (sv). La future vedette Ingrid Bergman a fait ses débuts à l'écran dans le film en tant que figurante, dans le rôle d'une fille faisant la queue.

## Synopsis
Erik, le fils d'un agriculteur, se fiance avec Brita, une vendeuse. Lors de sa fête de fiançailles, il finit par se saouler. Lorsqu'un policier est poignardé avec son couteau, il est suspecté mais finalement innocenté. Cependant, son père a tellement honte qu'il vend sa ferme et emmène la famille à Stockholm. Là, Erik et son père peinent à trouver du travail, mais les prouesses athlétiques du fils lui permettent de décrocher un emploi dans un grand magasin. Sa relation avec Brita devient plus distante, tandis que son père devient de plus en plus alcoolique et tente de se suicider. Finalement, Brita change d'avis et aide le père d'Erik à récupérer l'argent qui lui a été volé, à racheter sa ferme et à revenir à la sobriété.

## Fiche technique
- Titre original : Landskamp[1]
- Réalisation : Gunnar Skoglund
- Scénario : Gunnar Skoglund
- Photographie : Ferenc Zádori
- Montage : Gunnar Skoglund
- Musique : Jules Sylvain (sv)
- Société de production : Svensk Kulturfilm ekon. förening
- Pays de production :  Suède
- Genre : drame
- Durée : 87 minutes
- Date de sortie : 
  - Suéde : 29 mars 1932

## Distribution
- Georg Blomstedt (sv) - Lars (Erik) Andersson, propriétaire de la maison
- Signe Lundberg-Settergren (sv) - Stina Andersson, son épouse
- Fritiof Billquist (sv) - Erik, leur fils
- Gun Holmquist (sv) - Brita Blomstedt, la fiancée d'Erik
- Olof Sandborg (sv) - Le directeur Andelius
- Håkan Westergren - Otto Andelius, son fils
- Signhild Björkman (sv) - Karin Lind
- Nils Jacobsson (sv) - Vilhelm Bergstedt, directeur du personnel du grand magasin
- Arne Borg - Roffe Ek, athlète de Sparta
- Concordia Selander - Mme Holmgren, une cliente du magasin
- Emil Fjellström - vendeur d'alcool
- Hjalmar Peters (sv) - Ruben Lindqvist, débardeur
- Ragnar Falck (sv) - Pelle Björk, dirigeant du club sportif de Sparta
- Tom Walter (sv) - participant à la fête de fiançailles d'Erik
- Georg Skarstedt (sv) - participant à la fête de fiançailles d'Erik
- Ingrid Bergman - une fille faisant la queue